# Divizia Națională (2018)
Sezon 2018 był 28. edycją rozgrywek o mistrzostwo Mołdawii. Brało w niej udział 8 drużyn, które w okresie od 1 kwietnia 2018 do 24 listopada 2018 rozegrały w czterech rundach 28 kolejek meczów. Mistrzostwo po raz siedemnasty w historii zdobył obrońca tytułu – Sheriff Tyraspol.

## Drużyny
| Uczestnicy poprzedniej edycji | Uczestnicy poprzedniej edycji | Uczestnicy poprzedniej edycji | Uczestnicy poprzedniej edycji |
| --- | ----------------------------- | ----------------------------- | ----------------------------- |
| SHE | Sheriff Tyraspol              | Tyraspol                      | 1                             |
| MIL | Milsami Orgiejów              | Orgiejów                      | 2                             |
| PEH | Petrocub Hîncești             | Hîncești                      | 3                             |
| ZAR | Zaria Bielce                  | Bielce                        | 5                             |
| SPE | Speranța Nisporeni            | Nisporeni                     | 6                             |
| SFG | Sfîntul Gheorghe              | Suruceni                      | 7                             |
| ZKI | Zimbru Kiszyniów              | Kiszyniów                     | 8                             |
| DAT | Dinamo-Auto Tyraspol          | Tyraspol                      | 9                             |
| Oznaczenia: - kolumna pierwsza – skróty nazw drużyn, - kolumna trzecia – siedziba klubu, - kolumna czwarta – miejsce zajęte w poprzednim sezonie. |                               |                               |                               |

## Tabela
| Lp. | Drużyna                   | M  | Z  | R  | P  | B+ | B- | +/– | Pkt | Kwalifikacja lub spadek                     |
| --- | ------------------------- | -- | -- | -- | -- | -- | -- | --- | --- | ------------------------------------------- |
| 1   | Sheriff Tyraspol (M)      | 28 | 19 | 6  | 3  | 58 | 14 | +44 | 63  | Liga Mistrzów UEFA • I runda kwalifikacyjna |
| 2   | Milsami Orgiejów          | 28 | 13 | 6  | 9  | 36 | 24 | +12 | 45  | Liga Europy UEFA • I runda kwalifikacyjna   |
| 3   | Petrocub Hîncești         | 28 | 12 | 9  | 7  | 38 | 28 | +10 | 45  | Liga Europy UEFA • I runda kwalifikacyjna   |
| 4   | Speranța Nisporeni        | 28 | 9  | 11 | 8  | 27 | 26 | +1  | 38  | Liga Europy UEFA • I runda kwalifikacyjna   |
| 5   | Zimbru Kiszyniów          | 28 | 9  | 9  | 10 | 28 | 37 | −9  | 36  |                                             |
| 6   | Dinamo-Auto Tyraspol      | 28 | 7  | 7  | 14 | 25 | 43 | −18 | 28  |                                             |
| 7   | Sfîntul Gheorghe Suruceni | 28 | 6  | 8  | 14 | 30 | 50 | −20 | 26  |                                             |
| 8   | Zaria Bălți (S)           | 28 | 4  | 10 | 14 | 26 | 46 | −20 | 22  | Spadek do Divizia A                         |

1. 1 2  Bezpośrednio: Milsami : 7pkt, Petrocub : 4pkt.
2. ↑  Mistrz kraju Sheriff Tyraspol – zdobył także puchar kraju, dlatego prawo do gry w eliminacjach do Ligi Europy przypadło czwartej Speranța Nisporeni.

## Wyniki
| Gospodarz \ Gość          | DIN | MIL | PET | SFÎ | SHE | SPE | ZAR | ZIM | DIN | MIL | PET | SFÎ | SHE | SPE | ZAR | ZIM |
| ------------------------- | --- | --- | --- | --- | --- | --- | --- | --- | --- | --- | --- | --- | --- | --- | --- | --- |
| Dinamo-Auto Tyraspol      |     | 0–2 | 2–2 | 0–0 | 0–5 | 1–2 | 0–0 | 1–3 |     | 1–0 | 1–0 | 3–1 | 0–1 | 0–1 | 0–1 | 3–0 |
| Milsami Orgiejów          | 4–0 |     | 2–1 | 1–0 | 0–1 | 0–1 | 3–1 | 1–0 | 0–1 |     | 1–2 | 3–0 | 0–2 | 0–1 | 3–0 | 1–1 |
| Petrocub Hîncești         | 0–3 | 1–2 |     | 3–1 | 1–0 | 1–1 | 3–0 | 3–0 | 3–0 | 1–1 |     | 0–0 | 1–0 | 1–0 | 1–1 | 0–1 |
| Sfîntul Gheorghe Suruceni | 0–1 | 0–1 | 3–6 |     | 2–2 | 2–2 | 1–0 | 1–0 | 5–2 | 0–2 | 1–0 |     | 1–3 | 1–2 | 1–0 | 3–1 |
| Sheriff Tyraspol          | 5–2 | 0–0 | 3–0 | 4–0 |     | 3–0 | 5–1 | 3–1 | 2–0 | 1–1 | 0–0 | 4–1 |     | 2–0 | 5–2 | 3–0 |
| Speranța Nisporeni        | 0–0 | 1–2 | 0–0 | 1–1 | 0–0 |     | 0–0 | 1–1 | 1–0 | 1–0 | 1–2 | 4–1 | 0–0 |     | 1–2 | 1–3 |
| Zaria Bălți               | 1–1 | 2–2 | 1–2 | 1–1 | 0–1 | 2–1 |     | 1–1 | 1–1 | 3–4 | 1–2 | 1–1 | 0–2 | 0–0 |     | 0–1 |
| Zimbru Kiszyniów          | 2–2 | 0–0 | 2–2 | 1–1 | 0–1 | 1–1 | 0–3 |     | 1–0 | 2–0 | 0–0 | 2–1 | 1–0 | 0–3 | 3–1 |     |

1. 1 2 3  Zimbru Kiszyniów kilkukrotnie został ukarany walkowerem za wystawienie do gry zawodnika zawieszonego za kartki[2].
2. 1 2  Zimbru Kiszyniów kilkukrotnie został ukarany walkowerem za wystawienie do gry zawodnika zawieszonego za kartki[2]

## Najlepsi strzelcy
| Bramki | Strzelcy           | Drużyna                   |
| ------ | ------------------ | ------------------------- |
| 12     | Vladimir Ambros    | Petrocub Hîncești         |
| 9      | Alhaji Kamara      | Sheriff Tyraspol          |
| 8      | Ziguy Badibanga    | Sheriff Tyraspol          |
| 8      | Gerson Rodrigues   | Sheriff Tyraspol          |
| 7      | Alexandru Antoniuc | Milsami Orgiejów          |
| 7      | Mihai Plătică      | Milsami Orgiejów          |
| 7      | Eugeniu Rebenja    | Dinamo-Auto Tyraspol      |
| 6      | Sergiu Istrati     | Sfîntul Gheorghe Suruceni |

Źródło: